# Stizus ruficornis
Stizus ruficornis (лат.) — вид песочных ос из подсемейства Bembicinae (триба Stizini). Россия: Волгоградская обл., Ростовская обл., Калмыкия, Астраханская обл., Оренбургская обл.), Франция, Португалия, Испания, Италия (включая Сицилию и Сардинию), Греция, Румыния, Мальта, Кипр, Турция, Израиль, Палестина, Иордания, Саудовская Аравия, Йемен (Сокотра), ОАЭ, Оман, Украина, Армения, Азербайджан, Казахстан, Кыргызстан, Узбекистан, Таджикистан, Туркменистан, Иран, Монголия, Марокко, Алжир, Тунис, Ливия, Египет, Гамбия, Гана, Нигерия, Эфиопия, Сомали, Ангола. Длина тела 15—26 мм. Щитик среднеспинки жёлтый. Тергиты брюшка с прерванными жёлтыми перевязями. Усики самок 12-члениковые (у самцов состоят из 13 сегментов). Внутренние края глаз субпараллельные (без выемки). Брюшко сидячее (первый стернит брюшка полностью находится под тергитом). В переднем крыле три кубитальные ячейки. Гнездятся в земле.